# Invariance d'échelle

Le processus de Wiener est invariant d'échelle.

Il y a invariance d'échelle lorsqu'aucune échelle ne caractérise le système. 
Par exemple, dans un ensemble fractal, les propriétés seront les mêmes quelle que soit la distance à laquelle on se place. Une fonction g est dite invariante d'échelle s'il existe une fonction {\displaystyle \Phi } telle que pour tout x et y :
{\displaystyle {\frac {g(x)}{g(y)}}=\phi \left({\frac {x}{y}}\right)}
Alors, il existe une constante {\displaystyle C} et un exposant {\displaystyle \gamma }, tels que : 
{\displaystyle g(x)=Cx^{\gamma }}.
En physique, l'invariance d'échelle n'est valable que dans un domaine de taille limité — par exemple, pour un ensemble fractal, on ne peut pas se placer à une échelle plus petite que celle des molécules, ni plus grande que la taille du système.

## Cosmologie
Dans la cosmologie physique, le spectre de puissance de la distribution spatiale du fond diffus cosmologique est près d'être une fonction invariante d'échelle. Bien que dans les mathématiques, cela signifie que le spectre est une loi de puissance, dans la cosmologie le terme "invariance d'échelle" indique que l'amplitude, P (k), des fluctuations primordiales de densité en fonction du nombre d'onde, « k », est à peu près constante, c'est-à-dire un spectre plat. Cet élément de la chronologie du Modèle standard de la cosmologie est compatible avec la proposition de l'inflation cosmique.